# Lijst van voetbalinterlands IJsland - Rusland
Deze lijst van voetbalinterlands is een overzicht van alle officiële voetbalwedstrijden tussen de nationale teams van IJsland en Rusland. De landen speelden tot op heden zes keer tegen elkaar. De eerste ontmoeting, een kwalificatiewedstrijd voor het Wereldkampioenschap voetbal 1994, werd gespeeld in Moskou op 14 oktober 1992. Het laatste duel, een vriendschappelijke wedstrijd, vond plaats op 6 februari 2013 in Marbella (Spanje).

## Wedstrijden
| № | Plaats    | Datum           | Competitie           | Wedstrijd         | Uitslag |
| - | --------- | --------------- | -------------------- | ----------------- | ------- |
| 1 | Moskou    | 14 oktober 1992 | WK 1994 kwalificatie | Rusland – IJsland | 1 – 0   |
| 2 | Reykjavik | 2 juni 1993     | WK 1994 kwalificatie | IJsland – Rusland | 1 – 1   |
| 3 | Ta' Qali  | 9 februari 1996 | Vriendschappelijk    | IJsland – Rusland | 0 – 3   |
| 4 | Reykjavik | 14 oktober 1998 | EK 2000 kwalificatie | IJsland – Rusland | 1 – 0   |
| 5 | Moskou    | 9 juni 1999     | EK 2000 kwalificatie | Rusland – IJsland | 1 – 0   |
| 6 | Marbella  | 6 februari 2013 | Vriendschappelijk    | IJsland − Rusland | 0 − 2   |

## Samenvatting
| Competitie        | Totaal gespeeld | Winst IJsland | Gelijk | Winst Rusland | Doelsaldo IJsland – Rusland |
| ----------------- | --------------- | ------------- | ------ | ------------- | --------------------------- |
| WK-kwalificatie   | 2               | 0             | 1      | 1             | 1 − 2                       |
| EK-kwalificatie   | 2               | 1             | 0      | 1             | 1 − 1                       |
| Vriendschappelijk | 2               | 0             | 0      | 2             | 0 − 5                       |
| Totaal            | 6               | 1             | 1      | 4             | 2 − 8                       |

## Details

### Zesde ontmoeting
| IJsland | 0 – 2 | Rusland                            |
|         | goals | 43' Roman Sjirokov 66' Oleg Sjatov |